# Автошлях О 020702
Автошля́х О 020702 — автомобільний шлях довжиною 40.1 км, обласна дорога місцевого значення в Вінницькій області. Пролягає по Хмільницькому району від села Чернятин до села Шепіївка.

## Маршрут
Автошлях проходить через такі населені пункти:
| Автошлях О 020702  |          |
| Вінницька область  |          |
| Хмільницький район |          |
| Чернятин           |          |
| Котюжинці          |          |
| Дружелюбівка       |          |
| Калинівка          | E583 М21 |
| Байківка           |          |
| Жигалівка          |          |
| Пиків              |          |
| Шепіївка           |          |